# Mścigniew (województwo wielkopolskie)
Mścigniew (niem. do 1918 r. Friedrichstal) – osada leśna w Polsce położona w województwie wielkopolskim, w powiecie leszczyńskim, w gminie Włoszakowice, na obszarze Przemęckiego Parku Krajobrazowego.
W okresie międzywojennym w miejscowości stacjonowała placówka 17 batalionu celnego, a potem placówka Straży Granicznej I linii „Mścigniew”. W latach 1975–1998 miejscowość administracyjnie należała do województwa leszczyńskiego. 